# Arnfels
Arnfels osztrák mezőváros Stájerország Leibnitzi járásában. 2017 januárjában 1041 lakosa volt. 

## Elhelyezkedése

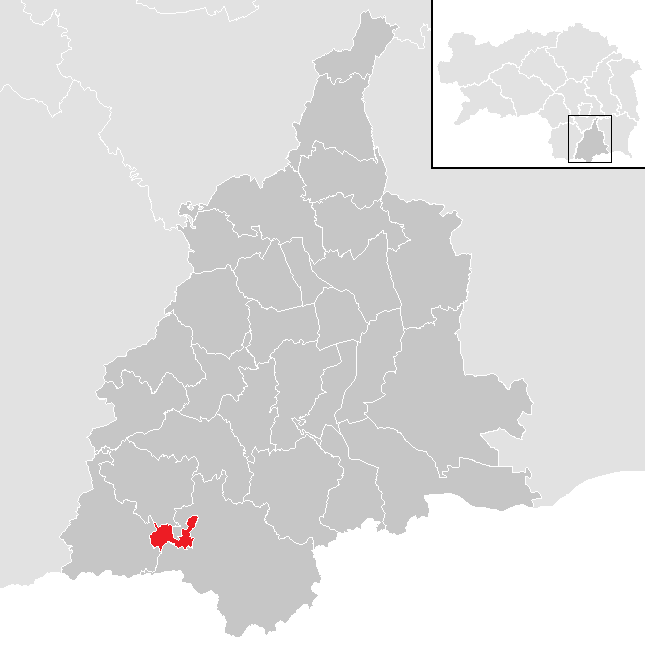
Arnfels a Leibnitzi járásban

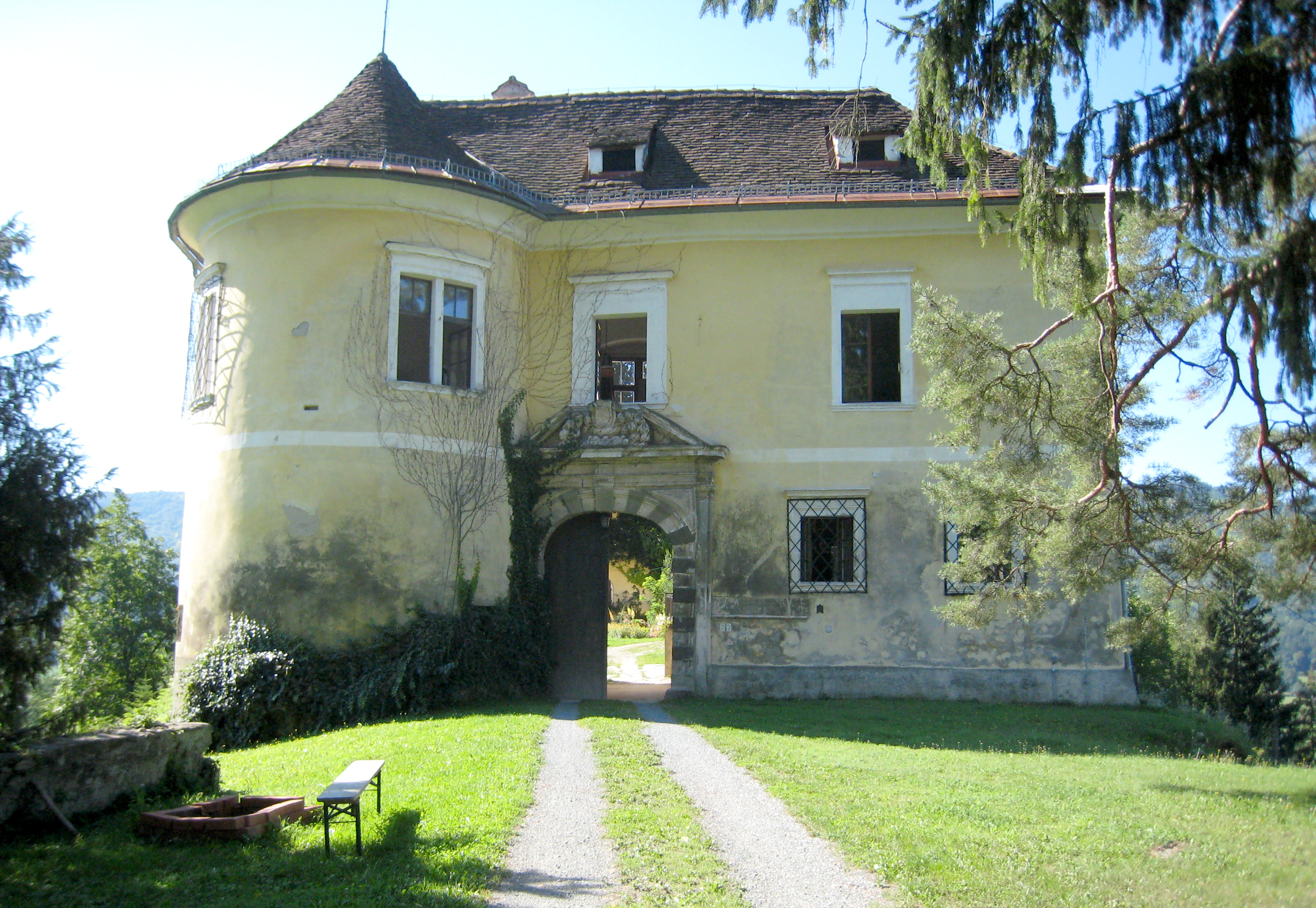
Az arnfelsi kastély

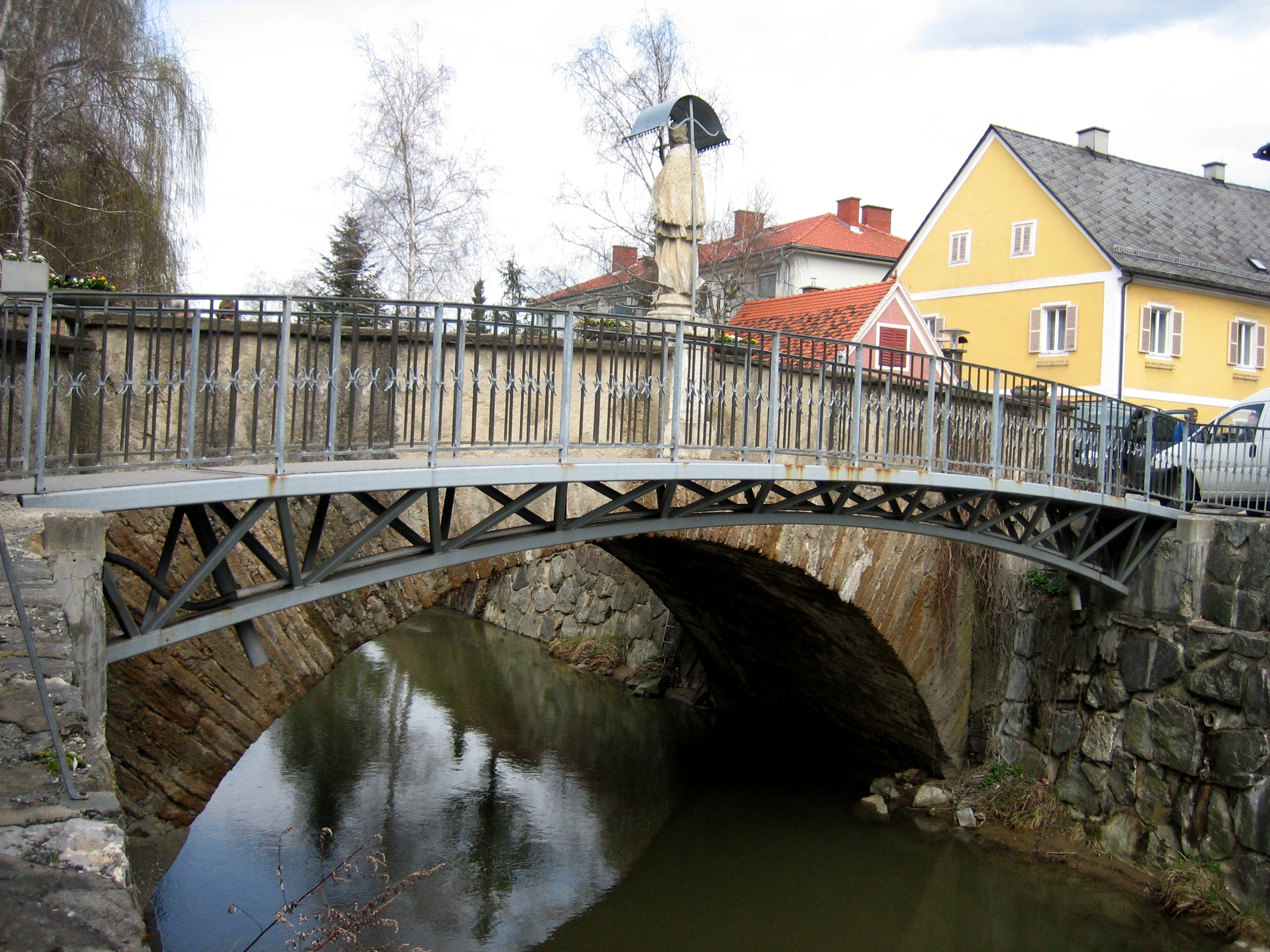
A régi kőhíd és a Nepomuki János-szobor

Arnfels a tartomány déli részén fekszik, a Nyugat-Stájerország régióban, a Pößnitzbach folyó mentén. Az önkormányzat két falut fog össze (mindkettőt a saját katasztrális községében): Arnfels (855 lakos) és Maltschach (196 lakos).
A környező települések: északra Sankt Johann im Saggautal, keletre Leutschach an der Weinstraße, nyugatra Oberhaag.

## Története
A település területe a 11. századtól a Spanheim hercegi család tulajdonában volt, feltehetően az ő vazallusuk építtette Arnfels várát valamikor 1150 körül. A várra 1212-ben már castrum Arnuelse néven hivatkoznak; ekkori birtokosa a Mureck-nemzetség volt, de a későbbi évszázadokban többször gazdát cserélt. Neve ("Arno sziklája") építtetőjére utalhat. A mellette lévő települést 1280-ban említik először, de akkor már mezőváros jogosultságokkal rendelkezett. Címerét 1517-ben kapta I. Miksa császártól.
1532-ben a törökök elpusztították a várost és 1825-ben egy hatalmas tűzvész szintén jelentős károkat okozott. Arnfels 1788-ban lett önálló egyházközséggé, korábban St. Johann in the Saggautal plébániája alá tartozott. A település az ún. "radkersburgi borúton" feküdt; ezen a kereskedelmi útvonalon Bad Radkersburgból szállítottak északra, Felső-Stájerországba bort és gyümölcsöt, cserébe pedig sót és vasat hoztak a hegyekből a stájer alföldre. 1850-ben megalakult az arnfelsi járásbíróság, amelyet 1976-ban felszámoltak, azóta a város a leibnitzi járásbírósághoz tartozik
A városi önkormányzat 1850-ben alakult. 1878-ban az addig Arnfelshez tartozó Oberhaag önállóvá vált. 

## Lakosság
Az arnfelsi önkormányzat területén 2017 januárjában 1041 fő élt. A lakosság 1991 (akkor 1172 lakos) óta fokozatosan csökken. 2014-ben a helybeliek 93,7%-a volt osztrák állampolgár; a külföldiek közül 1% a régi (2004 előtti), 1,5% az új EU-tagállamokból, 3,5% pedig az Európai Unión, a volt Jugoszlávián és Törökországon kívülről érkezett. A munkanélküliség 3%-os volt.  

## Látnivalók

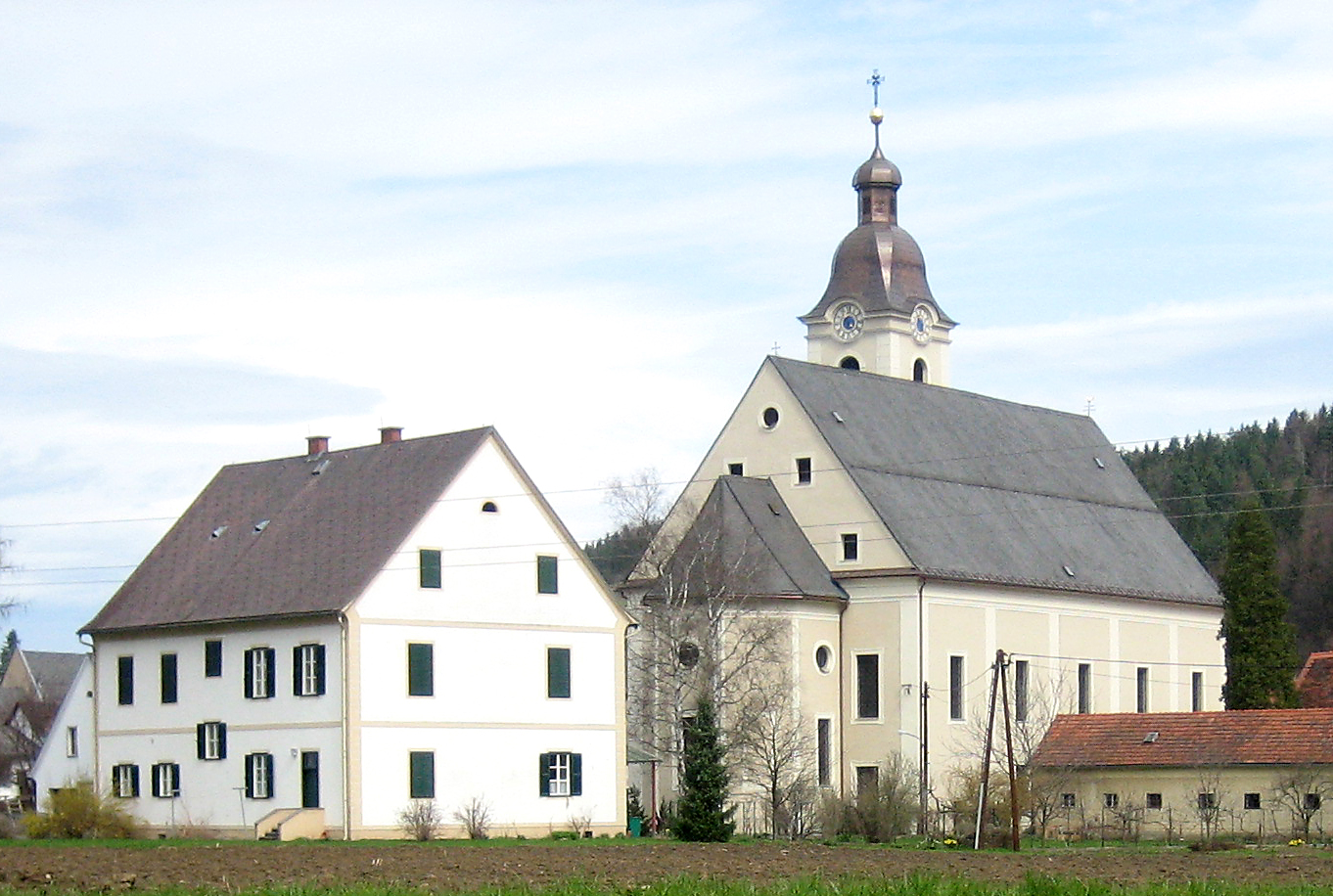
A Mária születése-plébániatemplom

- Az arnfelsi várkastély egy meredek dombtetőn található a város felett. 1424-ben leégett és újjáépítették. 1681-1912 között a Schönborn grófok birtokában volt.
- a Szűz Mária-plébániatemplomot a 15. században alapították, 1717-ben átépítették.
- a Pößnitzbachon átívelő régi kőhíd és rajta az 1706-ra dátumozott Nepomuki Szt. János-szobor.
- az 1800-ban épült uradalmi ispotály
- a szeptemberben tartott hobbi művészeti vásár évente 18 ezer látogatót vonz.

## Fordítás
- Ez a szócikk részben vagy egészben  az   Arnfels című német Wikipédia-szócikk ezen változatának fordításán alapul.  Az eredeti cikk szerkesztőit annak laptörténete sorolja fel. Ez a jelzés csupán a megfogalmazás eredetét és a szerzői jogokat jelzi, nem szolgál a cikkben szereplő információk forrásmegjelöléseként.